# Санаторий «Чебаркуль»
Санаторий «Чебаркуль» — упразднённый в 1942 году посёлок, вошедший в состав города Чебаркуль в Челябинской области России. Современный посёлок (микрорайон) Санаторий Чебаркуль в северной части Чебаркуля.

## География
Расположен на Южном Урале, на восточном склоне Ильменского хребта, в реликтовом сосновом лесу Чебаркульский Бор, вблизи озера Чебаркуль.

## История
Санаторий «Чебаркуль» был создан в 1921 г. открыт летний дом отдыха для рабочих Златоустовского машиностроительного завода им. В. И. Ленина.
В 1923 году преобразован в санаторий «Чебаркуль», одновременно с санаторием «Кисегач» на Еловом озере.
С 1925 года комплекс стал туберкулёзным санаторием.
При санаториях выросли посёлки. Они включены в городскую черту Указом Верховного Президиума РСФСР от 8 мая 1942 года.
С 8 августа 1941 г. по 1 ноября 1944 г. на базе санатория действовал эвакогоспиталь № 4012.

## Инфраструктура
Челябинский областной клинический противотуберкулезный диспансер